# Herbert Wilf
Herbert Saul Wilf (13 juin 1931 – 7 janvier 2012) est un mathématicien américain, spécialisé en combinatoire et en théorie des graphes. 
Il est titulaire d'une chaire Thomas A. Scott de mathématiques, en analyse combinatoire et calcul, à l'université de Pennsylvanie. 

## Biographie
Herbert Wilf est un chercheur très prolifique, auteur de nombreux livres et articles de recherche. Il est le directeur et le mentor de nombreux étudiants et collègues. Parmi ses coauteurs, il y a notamment Doron Zeilberger et Donald Knuth. Son nombre d'Erdős est 2. Un des anciens étudiants de Wilf, Richard Garfield, est le créateur du jeu de cartes à collectionner Magic: The Gathering (Magic : L'Assemblée). Il dirige aussi la thèse de Eliot Roy Weintraub (en) à la fin des années 1960 et celle de Fan Chung en 1974. 
Il est un des cofondateurs, avec Knuth, du Journal of Algorithms en 1980. Avec Neil Calkin, il crée en 1994 le Electronic Journal of Combinatorics (Journal électronique de combinatoire), et il en est l'éditeur en chef jusqu'en 2001. De 1987 à 1992, il est éditeur en chef du American Mathematical Monthly, un journal destiné à la dissémination des mathématiques pour enseignants et chercheurs. 
Wilf est très favorable à la publication ouverte de livres et de journaux. Il montre l'exemple sur sa page personnelle où ses livres et articles sont accessibles ; il y a eu 350 000 téléchargements en 2011.
Wilf est mort d'une maladie neuromusculaire en 2012.

## Distinctions
En 1962, Wilf est conférencier invité du congrès international des mathématiciens à Stockholm. Titre de sa conférence : A generalization of the inequality of arithmetic and geometric means and applications.
En 1973-1974, Wilf bénéficie d'une bourse Guggenheim.
En 1998, Wilf et Zeilberger reçoivent le prix Leroy P. Steele de contribution fondamentale à la recherche pour leur article commun « Rational functions certify combinatorial identities », Journal of the American Mathematical Society, vol. 3,‎ 1990, p. 147-158. Dans la description du prix, on lit : « Les idées mathématiques nouvelles peuvent avoir un impact sur les spécialistes du domaine, sur des personnes en dehors de ce domaine, et sur le mode de développement du domaine après leur introduction. L'idée remarquablement simple de Wilf et Zeilberger a déjà modifié la vision d'une partie des mathématiques pour les experts, pour les utilisateurs de haut niveau en dehors du domaine, et du domaine lui-même ». Leur travail, inspiré par la thèse de Sœur Celine, a donné lieu à des logiciels qui ont grandement simplifié le calcul des identités hypergéométriques.
En 2002, Wilf reçoit la Médaille Euler de l'Institut de combinatoire et ses applications.

## Publications

### Quelques articles
- G. Szekeres et H. S. Wilf, « An inequality for the chromatic number of a graph », J. Combin. Theory, vol. 4,‎ 1968, p. 1-3
- Neil J. Calkin et Herbert S. Wilf, « The number of independent sets in a grid graph », SIAM J. on Discrete Mathematics, vol. 11, no 1,‎ 1998, p. 54-60 (electronic)
- Herbert S. Wilf, « The distribution of run lengths in integer compositions », Electronic Journal of Combinatorics, vol. 18, no 2,‎ 2011, Paper 23, 5

### Livres
- A=B (avec Doron Zeilberger et Marko Petkovšek (en))
- Algorithms and Complexity
- generatingfunctionology.
- Mathematics for the Physical Sciences
- East Side, West Side
- Lectures on Integer Partitions
- Lecture Notes on Numerical Analysis (avec Dennis Deturck)
- Combinatorial Algorithms (avec Albert Nijenhuis).